# Alexander Nevski-kathedraal (Petrozavodsk)
De Kathedraal van Alexander Nevski (Russisch: Собор Александра Невского) is een Russisch-orthodoxe kathedraal in de Russische stad Petrozavodsk.

## Geschiedenis
De stad Petrozavodsk is sinds de oprichting verbonden met de grote Russisch-orthodoxe heilige Alexander Nevski. In 1774 werd een nieuwe fabriek gebouwd voor de vervaardiging van kanonnen. Per decreet van keizerin Catharina de Grote werd die fabriek vernoemd naar Alexander Nevski. In 1825 werd besloten om een stenen kerk te bouwen voor de werknemers van de fabriek, die tot dan toe ter kerke gingen naar een te kleine en vervallen kerk gewijd aan de Drie-eenheid. Na de verleende toestemming werd onmiddellijk begonnen met de voorbereidende werkzaamheden zoals de aanschaf van bouwmaterialen en afspraken met aannemers. De door de werknemers van de fabriek bekostigde kathedraal kon op 27 januari 1832 worden gewijd door bisschop Ignatius van het bisdom Petrozavodsk en Olonets. De kerk kreeg altaren ter ere van Alexander Nevski, de heilige Nicolaas en de Drie-eenheid. De kerk, gebouwd in de stijl van het Russische classicisme, was op dat moment een van de grootste stenen gebouwen van Petrozavodsk.

## Sovjetperiode
In 1929 werd de kerk onttrokken aan de erediensten van de Russisch-orthodoxe Kerk en overgedragen aan een lokaal museum. Ondanks enkele wijzigingen bleef de kerk in redelijk goede staat behouden.

## Heropening
In 1991 besloot de overheid van Karelië de kathedraal terug te geven aan de orthodoxe kerk. Na het vertrek van het museum uit het gebouw in 1993 kon worden begonnen met de restauratie. In 7 jaar werd de kathedraal destijds gebouwd en het kostte evenveel jaren om de kerk weer helemaal te herstellen. Op 3 juni 2000 werd de gerestaureerde kathedraal door patriarch Aleksi van Moskou en heel Rusland opnieuw ingewijd. Op 3 juni 2010 werd bij de kathedraal een beeld onthuld van Alexander Nevski door patriarch Kirill.